# Vergelijk van Sutri
Het Vergelijk van Sutri vond plaats op 9 februari 1111 in Sutri bij Rome tussen Hendrik V en paus Paschalis II
Hendrik V was bereid afstand te doen van zijn investituurrecht in ruil voor de keizerskroon en de teruggave van de regalia, dit wil zeggen landhuizen, douanerechten en muntrechten, die aan kerkelijke hoogwaardigheidsbekleders waren verleend.
Het was vanzelfsprekend dat de kerkelijke hoogwaardigheidsbekleders hier niet mee akkoord gingen. Daarop nam Hendrik V de paus en enkele kardinalen gevangen. Twee maanden later stemde Paschalis onder dwang in met het Verdrag van Ponte Mammolo, waarin de keizer het recht op investituur behield en de keizerkroon opeiste. Hendrik V eiste ook dat de ban die rustte op zijn vader Hendrik IV zou worden opgeheven.